# 푸토 (음식)
푸토(타갈로그어: Puto)는 약간 발효된 반죽으로 전통적으로 만들어진 필리핀의 찐 쌀떡이다. 그대로 먹거나 여러 짭짤한 요리(특히 디누구안)에 곁들여 먹는다. 푸토는 쌀 없이 만든 것을 포함하여 다양한 종류의 토착 찐 떡을 아우르는 포괄적 용어이기도 하다. 카카닌(쌀떡)의 하위 유형이다.

## 설명
푸토는 밤새 담가 약간 발효시킨 쌀로 만든다. 이 과정을 돕기 위해 때때로 효모를 첨가할 수도 있다. 그런 다음 (전통적으로 돌 맷돌로) 갈아서 갈라퐁이라는 쌀 반죽으로 만든다. 그 혼합물은 찐다.

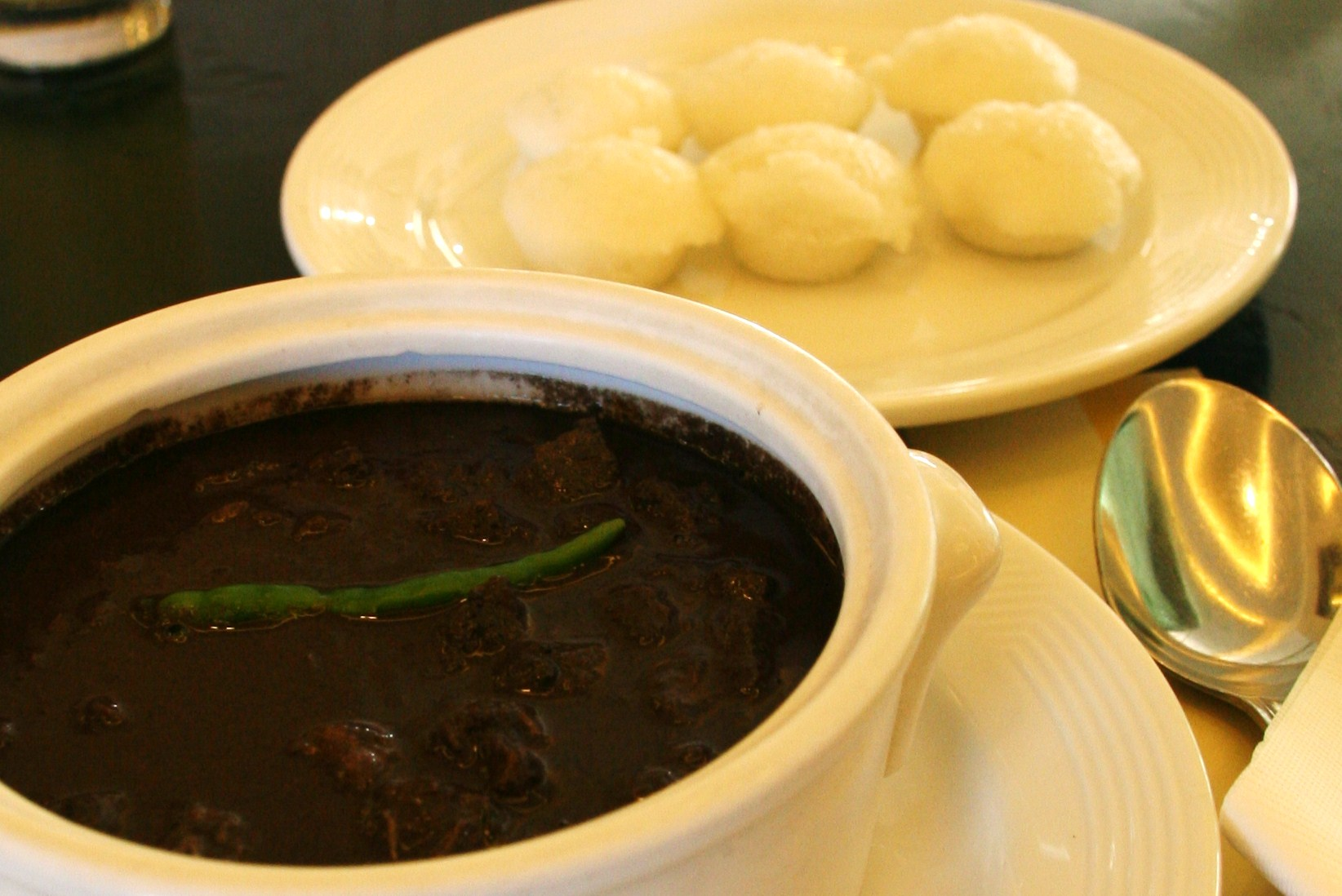
필리핀 요리 디누구안은 전통적으로 푸토와 함께 제공된다.

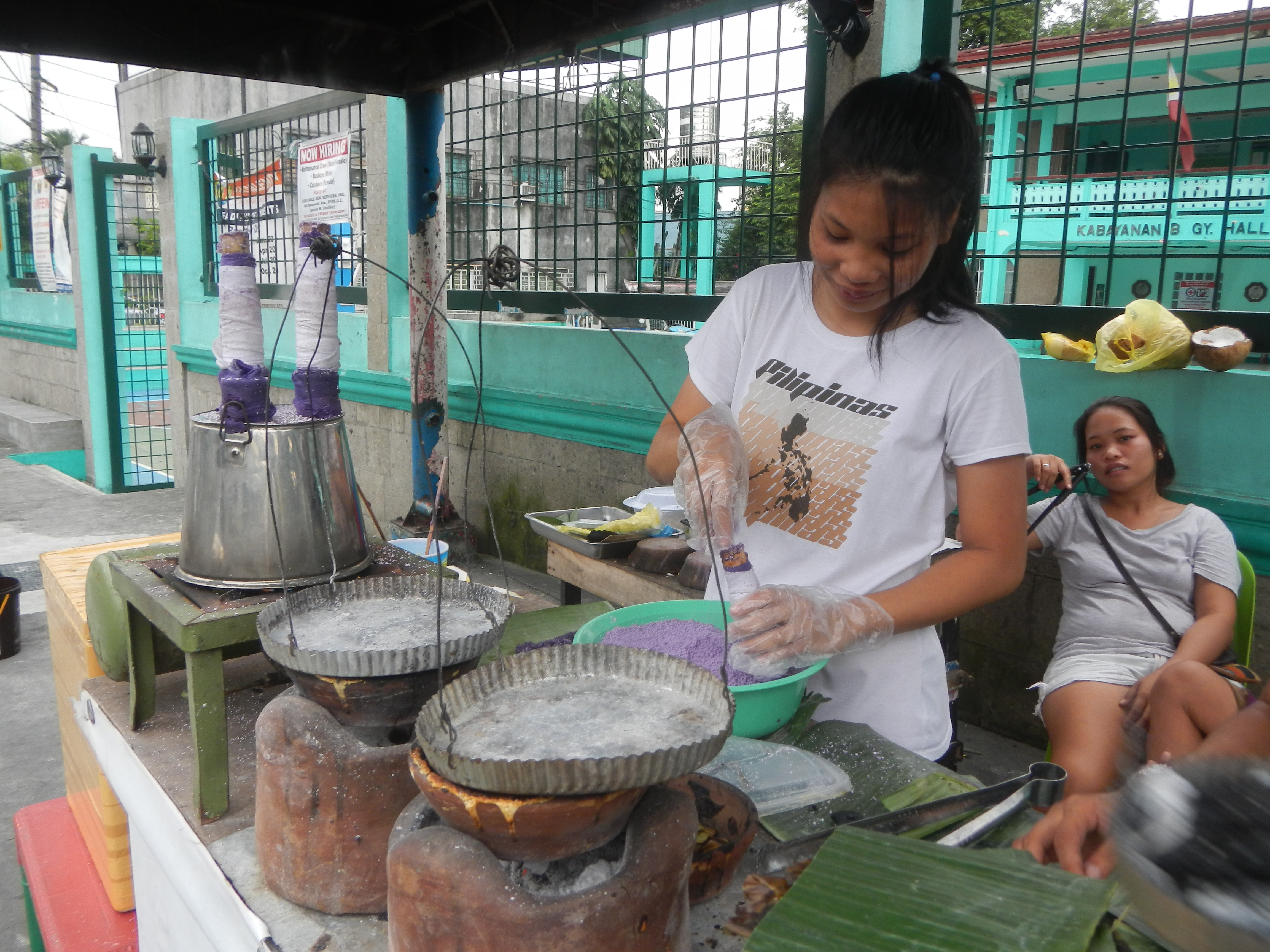
산후안 (필리핀)에 있는 푸토 판매점.

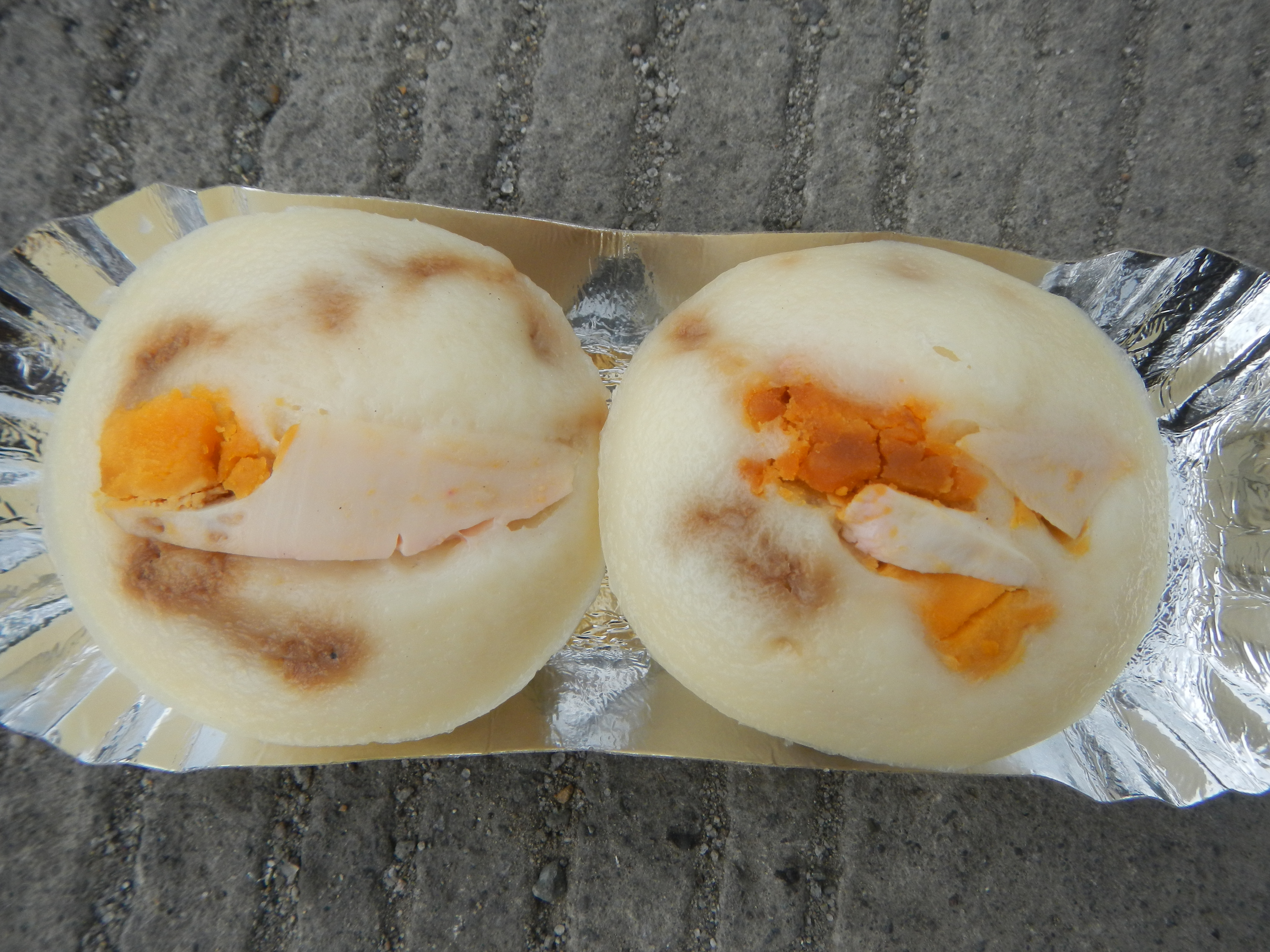
불라칸주의 계란을 얹은 푸통 랄라키

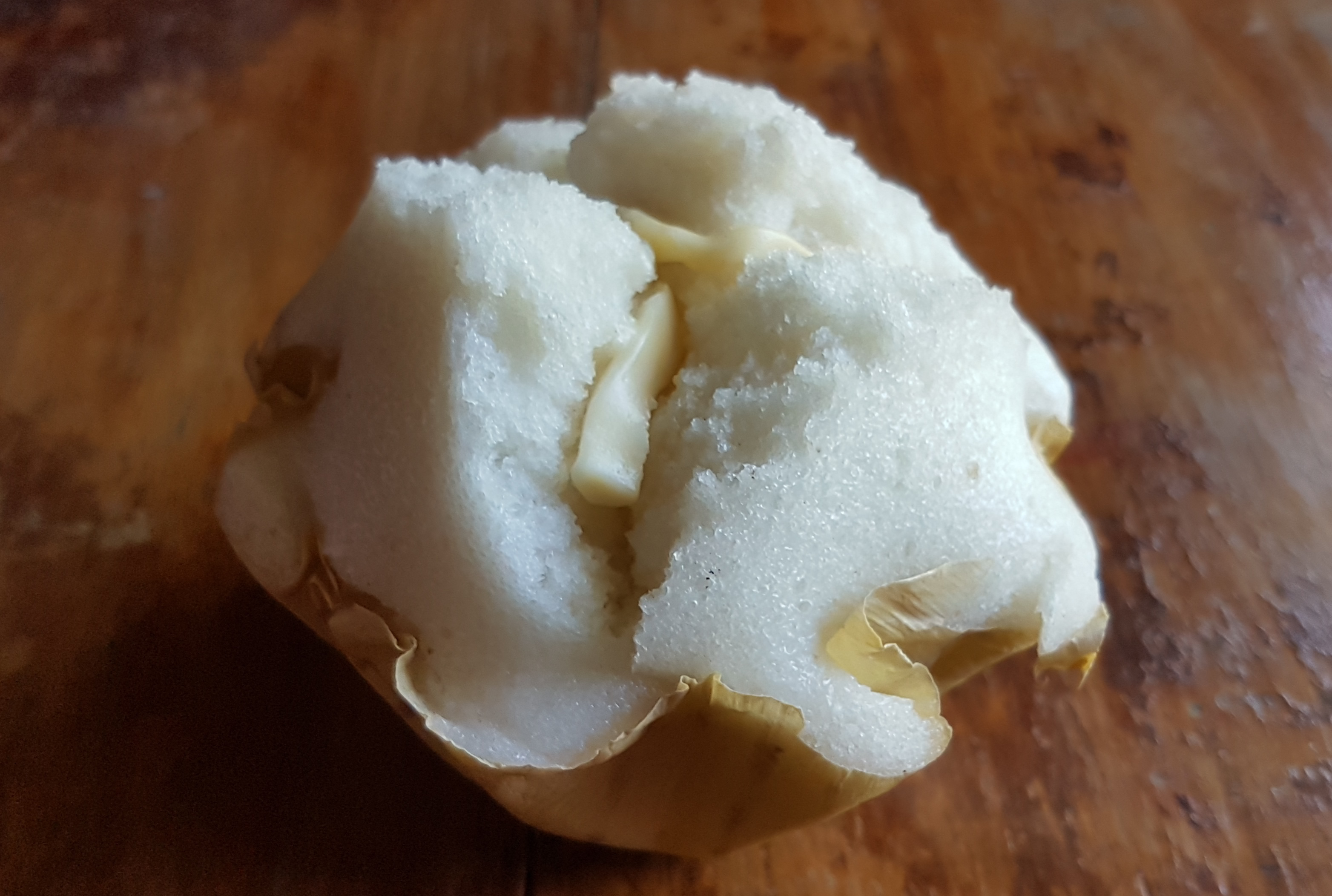
민다나오섬의 치즈 토핑을 얹은 푸토

푸토를 만드는 데 사용되는 푸투안 찜기의 가장 흔한 모양은 원형으로, 지름은 30 to 60 센티미터 (12 to 24 in)이고 깊이는 2 and 5 센티미터 (0.79 and 1.97 in)이다. 찜기는 구멍 뚫린 팬 주위에 납땜된 판금으로 만든 고리이거나, 얇은 대나무 조각을 구부려 만든 납작한 대나무 살 바구니(딤섬 찜기 바구니와 유사)를 감싼 것이다. 뚜껑은 거의 항상 원뿔형으로 되어 있어 응축된 증기가 떡 위가 아닌 가장자리를 따라 떨어지도록 한다.
모슬린 천(카차)이 찜기 고리에 씌워지고 준비된 쌀 반죽이 그 위에 직접 부어진다. 대안적인 방법으로는 바나나 잎을 안감으로 사용한다. 푸토는 바나나 잎을 깔아둔 빌라오라고 불리는 납작한 바구니에 크고 두꺼운 떡으로 팔리는데, 통째로 팔거나 작고 능형으로 잘라 개별 portions으로 판매된다.
적절히 준비된 푸토는 발효된 쌀 갈라퐁의 약간 효모 향을 풍기며, 판단 잎의 향으로 더욱 강조될 수 있다. 끈적거리지도 않고 건조하거나 부서지지도 않으며, 부드럽고 촉촉하며 고운 균일한 입자를 가진다. 필수적인 맛은 갓 지은 밥 맛이지만, 짭짤한 요리에 곁들이는 대신 간식으로 혼자 먹을 경우 약간 달게 만들 수 있다. 타갈로그어를 사용하는 지역에서 조리되는 대부분의 푸토에는 소량의 나뭇재 잿물이 들어 있을 수 있다.
푸토는 그 자체로 먹을 때 일반적으로 치즈, 버터/마가린, 삶은 계란, 고기 또는 갓 간 코코넛과 같은 토핑을 추가한다. 불라칸주에서는 치즈 토핑이 있는 푸토를 재밌게 푸통 바클라 ("동성애 푸토")라고 부르며, 계란 토핑이 있는 푸토는 푸통 랄라키 ("남자의 푸토")라고 부르고 고기가 채워진 푸토는 푸통 바바에 ("여자의 푸토")라고 부른다.

## 변형

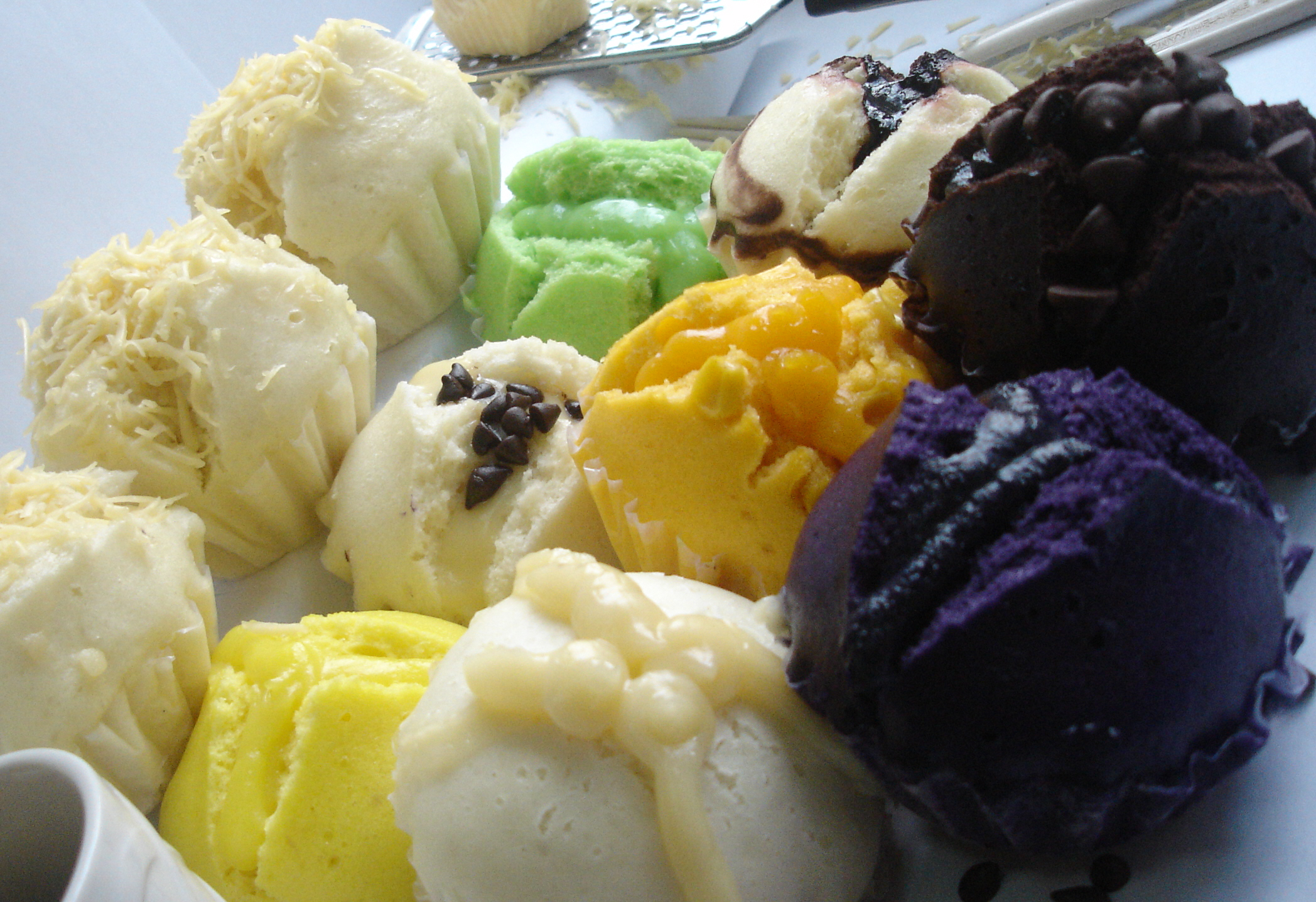
다양한 맛의 현대 푸토

푸토는 쌀 없이 만든 것을 포함하여 다양한 종류의 토착 찐 떡을 아우르는 포괄적 용어이기도 하다. 주요 특징은 찌는 방식으로 조리되고 어떤 종류의 밀가루로 만들어진다는 점이다 (구운 떡인 비빙카와 대조적으로). 그러나 구운 건조 쿠키인 푸토 세코와 같은 예외도 있다. 갈라퐁으로 만든 전통 푸토는 푸토라고도 불리는 다른 요리와 구별하기 위해 때때로 푸통 푸티("흰 푸토") 또는 푸통 비가스("쌀 푸토")라고 불린다. 괌의 포투와도 유사하다.
현대 푸토의 변형은 우베(자색 고구마), 바닐라, 또는 초콜릿과 같은 비전통적인 재료를 사용할 수도 있다. 푸토로 분류되는 다른 요리뿐만 아니라 푸토의 주목할 만한 변형은 다음과 같다.

### 쌀을 기반으로 한 푸토

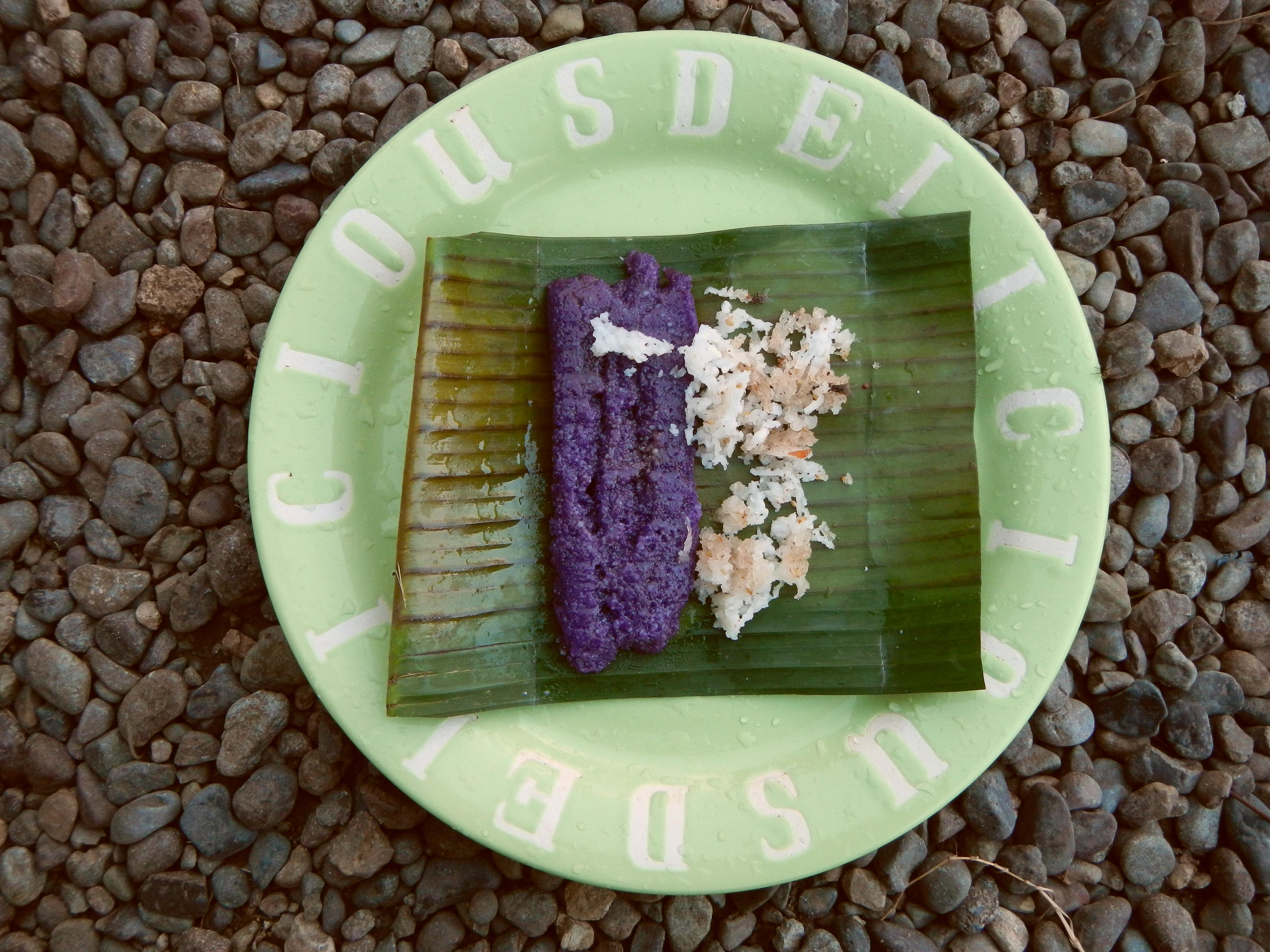
푸토 밤봉, 크리스마스 시즌에 흔히 팔리는 대나무 통에 쪄서 만든 푸토의 한 종류

- 푸토 바가스 - 갈아 만든 쌀(마아우)로 만든 오목한 원반 모양의 푸토. 다른 푸토와 달리 바삭해질 때까지 굽는다. 비콜 지방에서 유래했다.[8]
- 푸토 바오 - 바나나 잎을 깐 반으로 자른 코코넛 껍질에 전통적으로 조리되는 비콜 지방의 푸토. 달게 만든 코코넛 고기(부카요) 속이 특징이다.[8]
- 푸토 밤봉 – 전통적으로 독특한 보라색을 띠는 특별한 종류의 끈적이는 찹쌀 (피루루통이라고 불림)로 만든다. 쌀 혼합물은 소금물에 담가 밤새 말린 다음 밤봉(대나무 통)에 붓고 증기가 대나무 통에서 나올 때까지 찐다. 버터나 마가린과 머스코바도 설탕을 섞은 잘게 썬 코코넛을 얹어 제공된다. 필리핀의 크리스마스 기간 동안 다른 종류의 쌀떡인 비빙카와 함께 흔히 먹는다.[9]
- 푸토 칼라시아오 - 팡가시난주, 칼라시아오의 푸토. 입에서 녹는 느낌으로 필리핀 전역에 잘 알려져 있다. 한입 크기로 작게 만들어진 푸토의 한 종류이다.
- 푸토 다혼 또는 푸토 다혼 사깅 - 바나나 잎에 싸서 전통적으로 조리되는 힐리가이논족의 푸토.[8]
- 푸토 쿠친타 (일반적으로 쿠친타 또는 쿠친타라고 불림) - 푸통 푸티와 유사한 찐 쌀떡이지만, 잿물을 사용하여 만든다. 특징적으로 촉촉하고 쫄깃하며, 색상은 붉은 갈색에서 노란색 또는 주황색까지 다양할 수 있다. 일반적으로 잘게 썬 코코넛 과육을 토핑으로 사용한다.[10][11]
- 푸통 루송 - 팜팡가주의 아니스 맛이 나는 푸토로, 일반적으로 정사각형 또는 직사각형 조각으로 제공된다.
- 푸토 마나플라 – 특히 아니스 향을 내고 바나나 잎을 깐 변형.[12] 그 이름은 원산지인 마나플라 시에서 유래했다.
- 푸토 마야 – 더 정확히는 비코의 한 종류이다. 찹쌀 (주로 타폴이라 불리는 자주색 찹쌀)을 물에 담갔다가 물기를 빼고 찜기에 30분 동안 넣는다. 이 쌀 혼합물은 코코넛 밀크, 소금, 설탕, 생강즙과 섞은 후 다시 찜기에 25~30분 동안 넣는다.[13] 필리핀의 세부아노어를 사용하는 지역에서 인기가 있다. 전통적으로 작은 패티 형태로 제공되며 식와테(뜨거운 초콜릿)와 함께 아주 이른 아침에 먹는다.[14][15][16] 잘 익은 달콤한 망고와도 흔히 함께 먹는다.[17]
- 푸토 판단 – 판단 잎 매듭과 함께 조리된 푸토로, 추가적인 향과 연한 녹색을 띤다.
- 푸토 파오 – 시오파오(고기 만두)와 푸토의 조합. 전통적인 푸토 레시피를 사용하지만 양념된 고기 속을 포함한다. 고기 속을 포함하는 일부 전통 푸토 변형(특히 불라칸주에서)과 유사하다.
- 푸통 풀라 - 리살주의 타갈로그족 푸토로, 갈색 머스코바도 설탕을 사용하여 갈색을 띤다.[8]
- 푸통 풀로 또는 푸통 폴로 - 타갈로그 지역의 작은 구형 푸토로, 일반적으로 아추에테 씨앗을 색소로 사용하여 푸토에 연한 갈색에서 주황색을 준다. 전통적으로 치즈나 강판에 간 어린 코코넛을 토핑으로 제공한다.[8][18]
- 푸통 술롯 - 백찹쌀을 사용하는 푸토 밤봉의 한 종류. 푸토 밤봉과는 달리 연중 내내 맛볼 수 있다. 팜팡가주와 바탕가스주에서 유래했다.[8]
- 사용송 – 사룽송 또는 알리수소라고도 알려져 있으며, 찹쌀, 일반 쌀, 어린 코코넛 또는 구운 땅콩을 코코넛 밀크, 설탕, 칼라만시 주스와 함께 갈아 쪄낸 혼합물이다. 원추형 바나나 잎에 담아 독특하게 제공된다. 북수리가오주와 카라가 지방, 그리고 남동부 비사야 제도의 특산품이다.[19][20]

### 기타
- 푸토 플란 (레체 푸토, 또는 푸토 레체라고도 불림) – 찐 머핀과 레체 플란(커스터드)의 조합이다. 일반 밀가루를 사용하지만, 쌀가루를 사용하는 버전도 있다.[21]
- 푸통 카모텡카호이 - 비사야어로는 푸토 빙갈라, 마라나오어로는 푸토 아 방갈라로도 알려져 있다. 카사바, 간 코코넛, 설탕으로 만든 작은 컵케이크. 카사바 케이크와 매우 유사하지만 굽는 대신 찐다.[8]
- 푸토 란손 – 일로일로주의 푸토로, 간 카사바로 만들어지고 조리 시 거품이 많다.[13]
- 푸토 마몬 – 쌀이 들어가지 않고 달걀 노른자, 소금, 설탕을 혼합한 푸토 반죽. 우유와 물 혼합물, 그리고 밀가루 혼합물이 노른자에 번갈아 섞인 다음, 흰자를 저어 반죽을 컵케이크 틀에 붓고 15분에서 20분 동안 찐다.[22][23] 전통적인 필리핀 시폰 케이크인 마몬의 찐 변형이다.
- 푸토 세코 (푸토 세코라고도 표기) – 옥수수 가루로 만든 가루 형태의 쿠키. 이름은 스페인어로 "마른 푸토"를 문자 그대로 의미한다. 찌는 대신 굽는다. 때때로 푸토 마사 (문자 그대로 "옥수수 반죽 푸토"이며, 필리핀 쇼트브레드 쿠키인 마사 포드리다와 혼동하지 말 것)라고도 불린다.[24]

## 갤러리

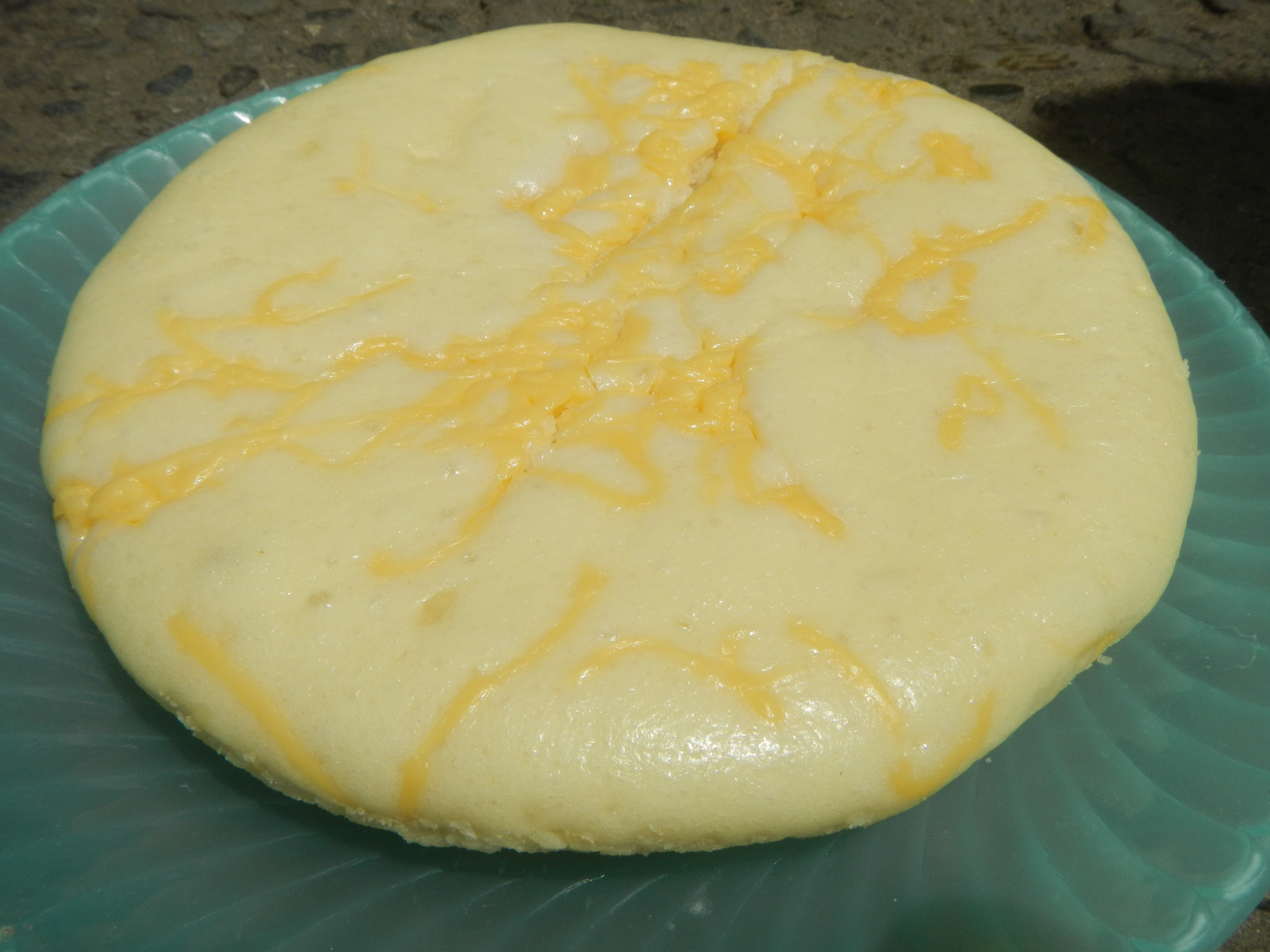
불라칸주의 큰 치즈 푸토
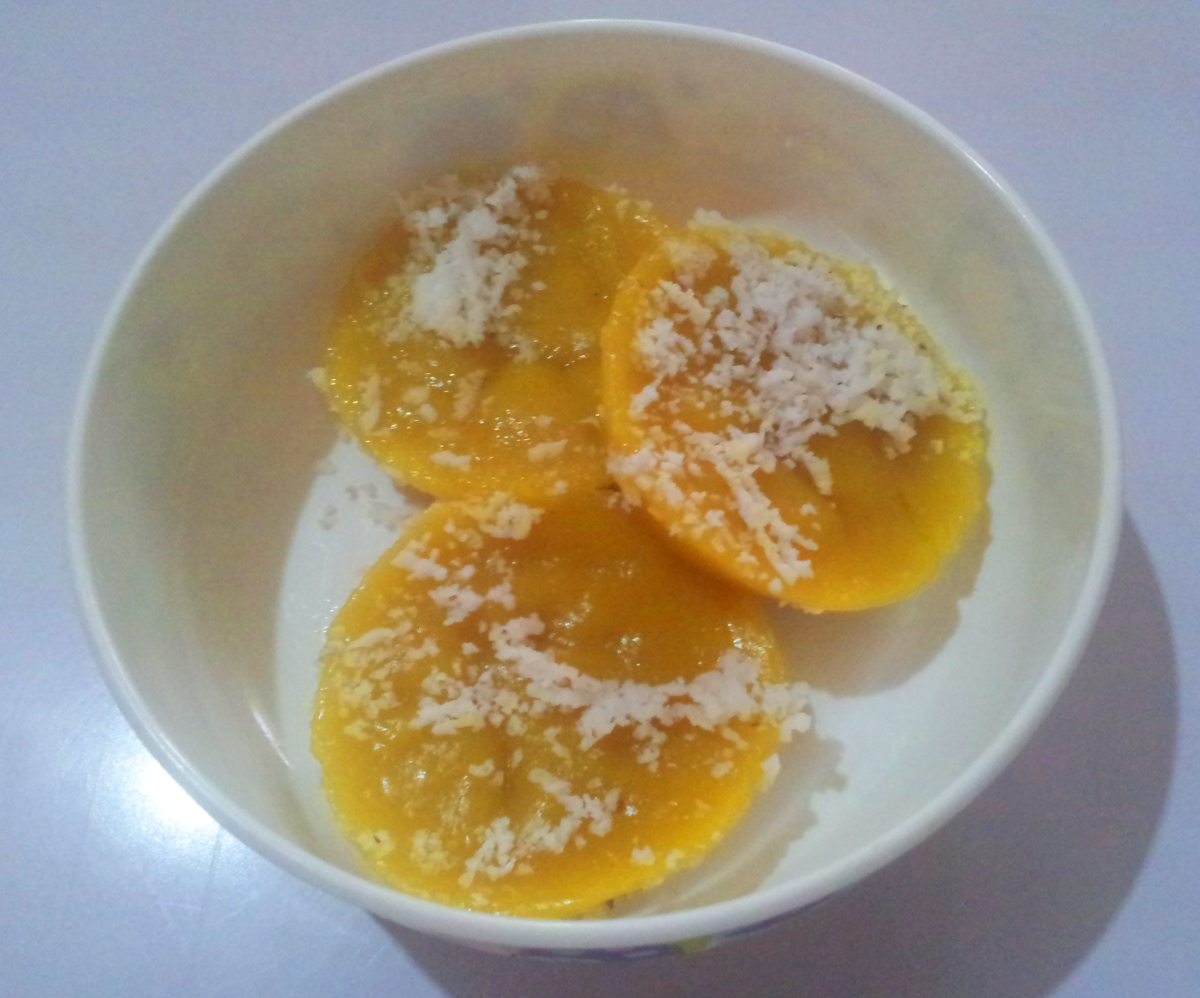
푸토 쿠친타에 간 코코넛을 얹었다.
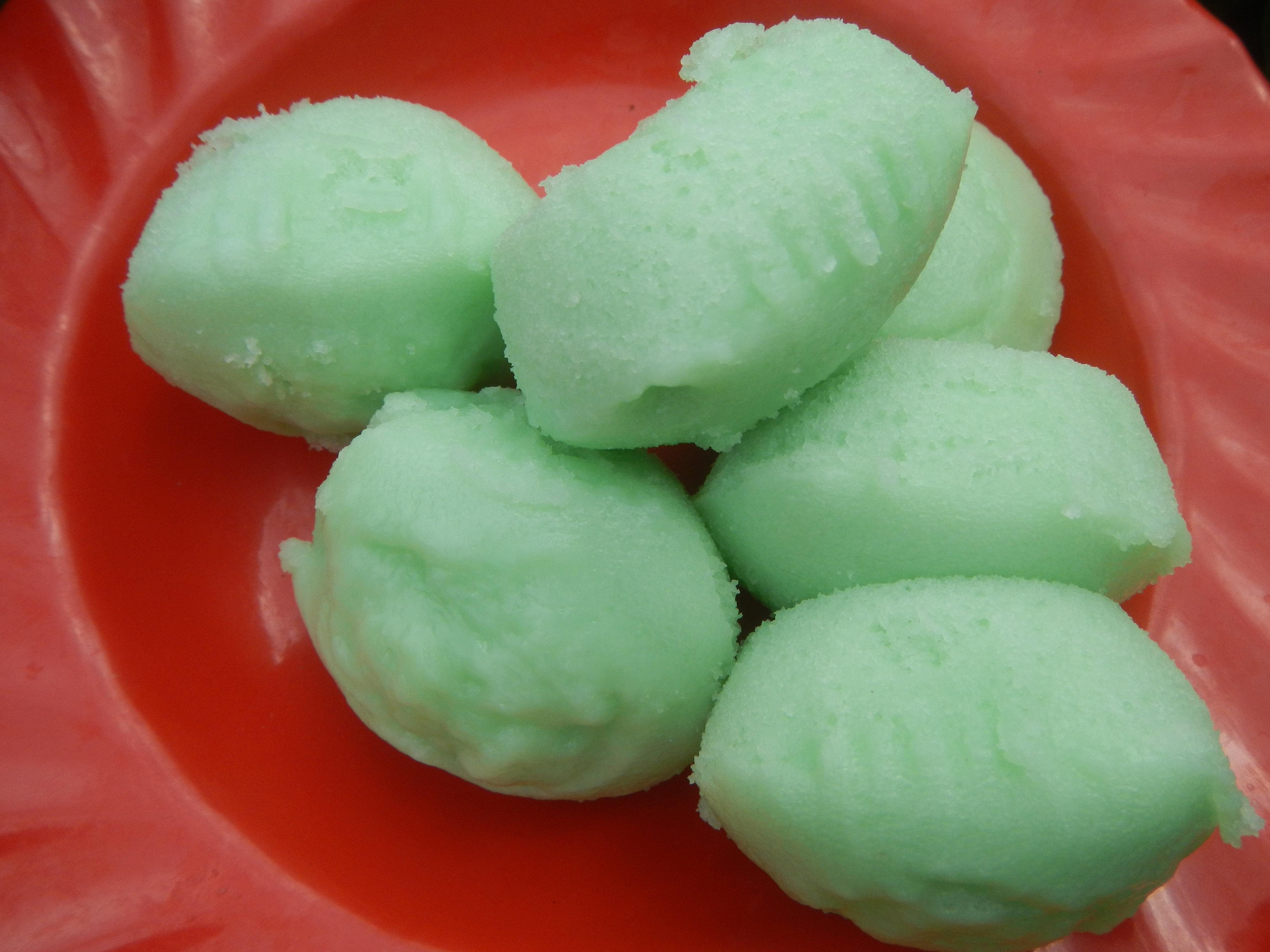
판단 잎으로 향을 낸 푸토 판단
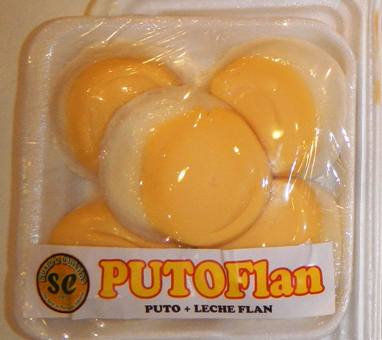
푸토와 레체 플란의 조합인 푸토 플란
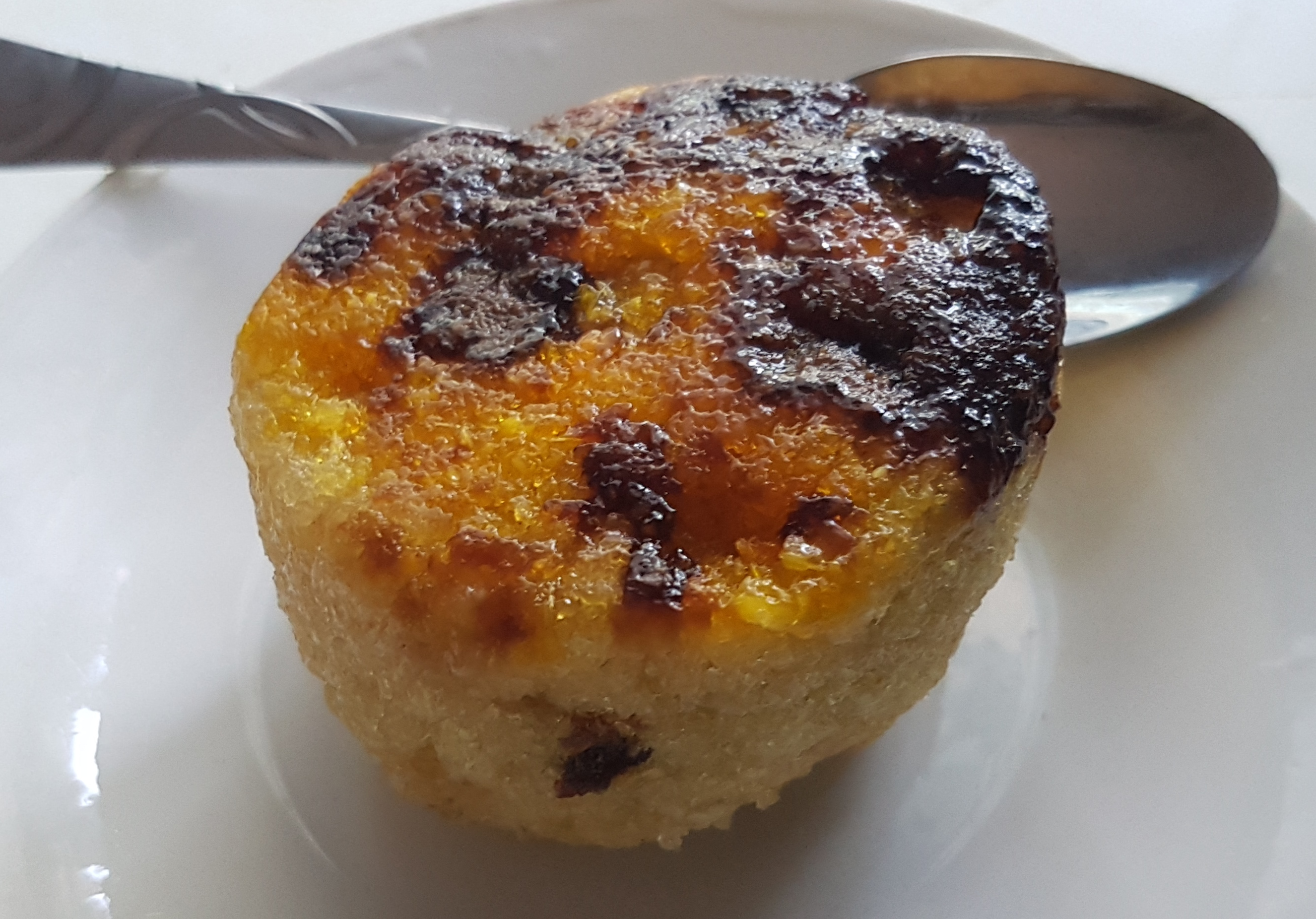
간 카사바와 부카요(달콤한 코코넛 고기)로 만든 푸토 란손
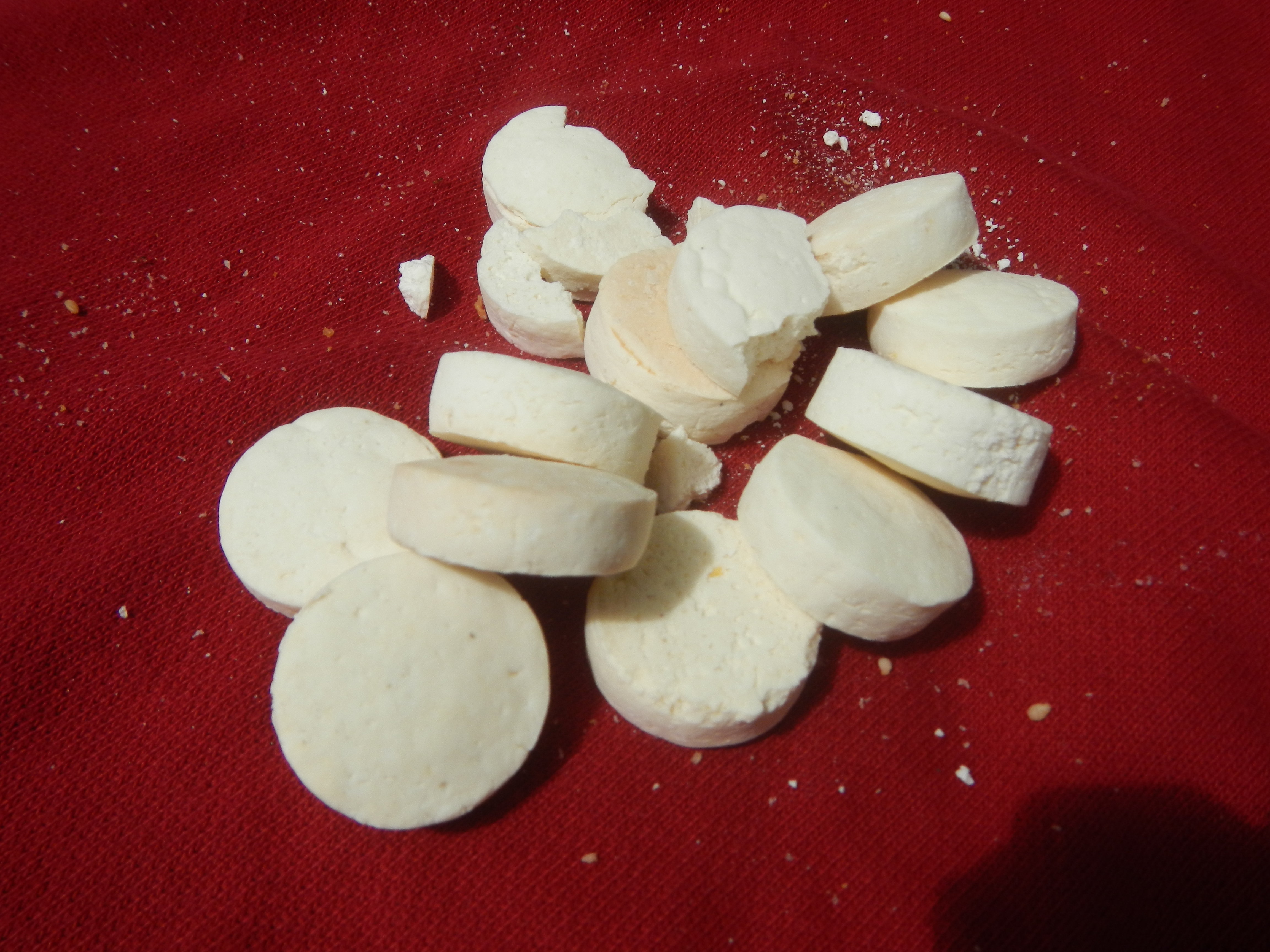
옥수수 가루로 만든 건조하고 가루 같은 쿠키인 푸토 세코
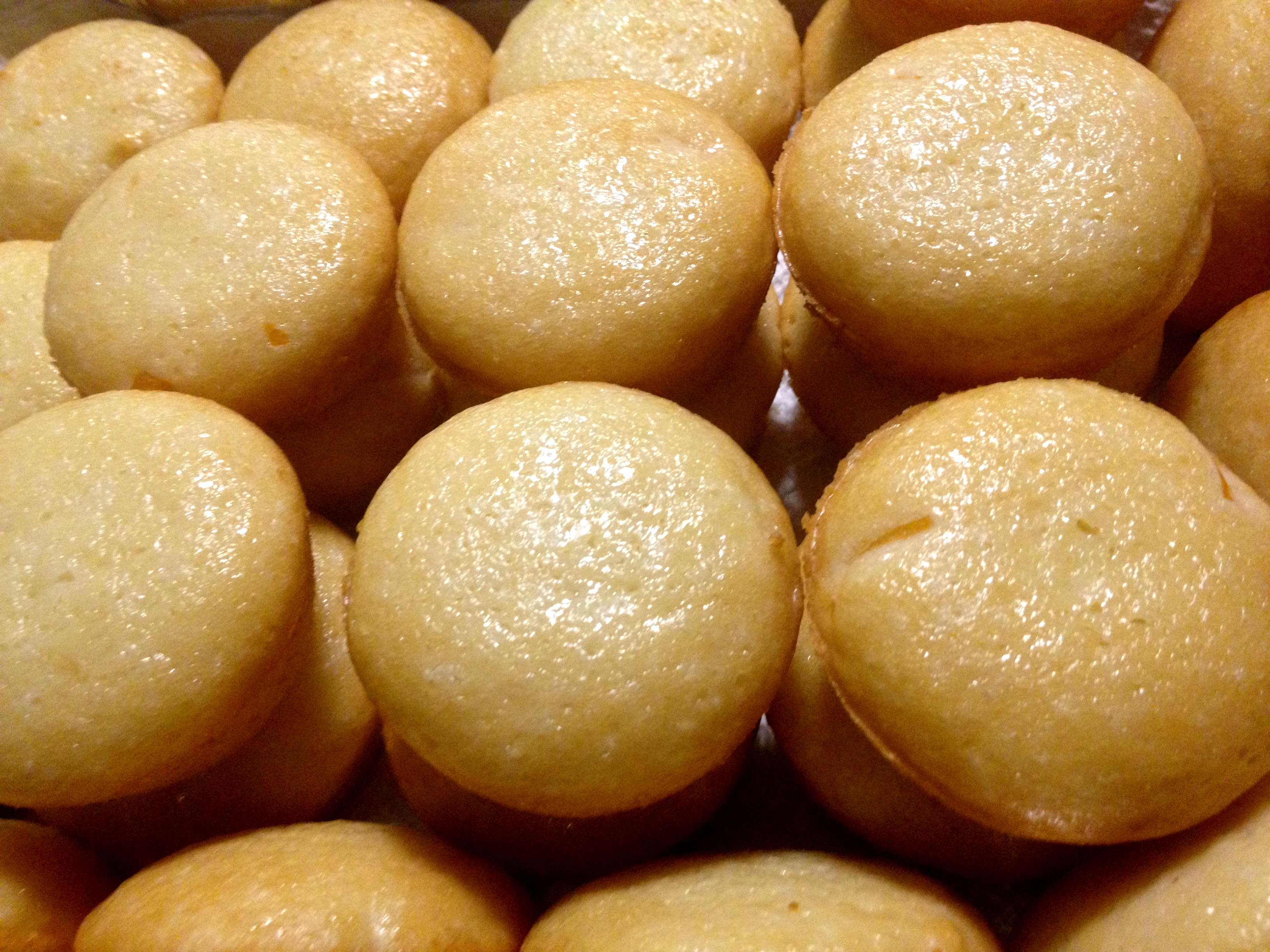
쌀가루 대신 밀가루로 만든 푸토 마몬
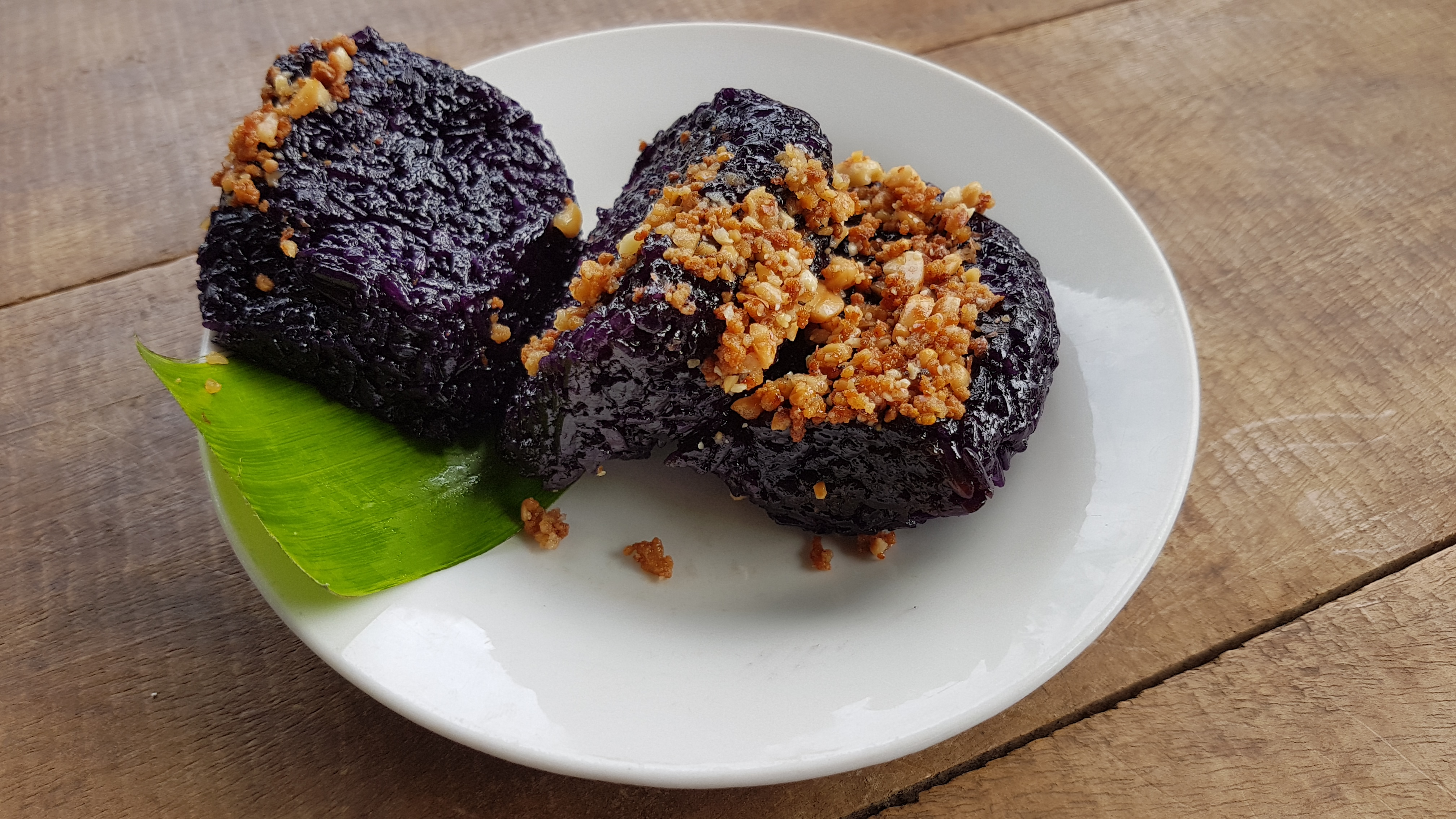
작은 패티 모양으로 만든 비코의 일종인 푸토 마야

## 같이 보기
- 아팜
- 비빙카
- 에스파솔
- 이들리
- 카카닌
- 칼라메이
- 쿠에 푸투
- 판얄람
- 피우투
- 푸투 (남아시아 음식)
- 쌀떡
- 사핀사핀
- 찐 음식 목록